# Церква Успіння Пресвятої Богородиці (Росохуватець)

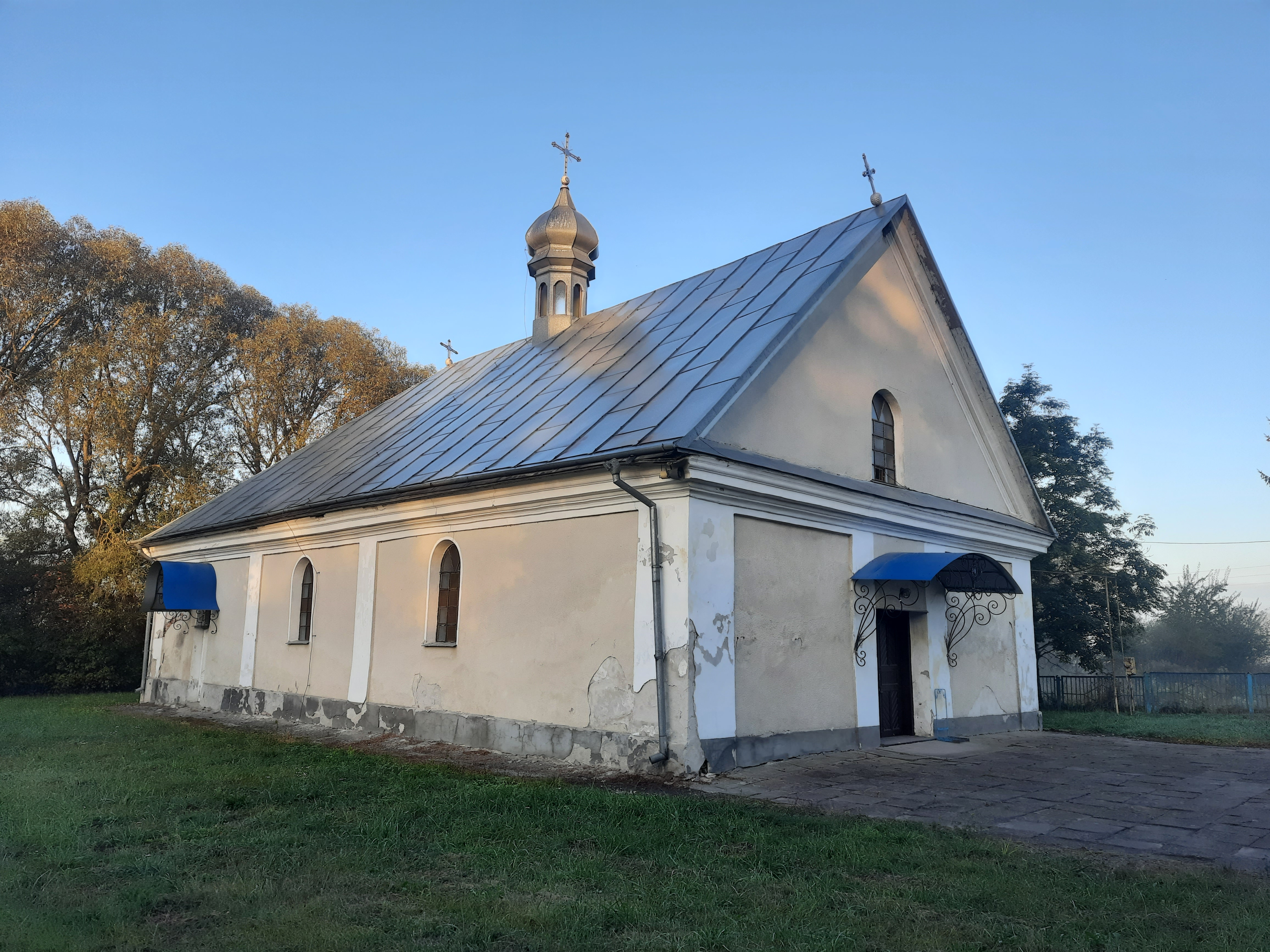
Колишній костел, який греко-католицька громада переобладнала під церкву

Церква Успіння Пресвятої Богородиці в Росохуватці — парафія і храм греко-католицької громади Козлівського деканату Тернопільсько-Зборівської архієпархії Української греко-католицької церкви в селі Росохуватець Тернопільського району Тернопільської области.

## Історія церкви
Парафія заснована у 1990 році, а тимчасовий храм облаштували зі складського приміщення. До цього, з 1946 до 1990 року, село належало до парафії РПЦ села Ішків.
З 2010 року на пожертви громади будується нова церква. Проєкт храму розробили львівські архітектори Михайло Штангрет та Андрій Давидюк.
У 1991 році тимчасовий храм освятив отець-митрат Василій Семенюк. Таким чином, парафія належить до УГКЦ з 1990 року, а храм — з 1991 року.
У 1990—1993 роках у парафії не було постійного адміністратора. У 2011 році візитацію парафії здійснив владика Тернопільсько-Зборівський Василій Семенюк.
При парафії діють такі спільноти: «Матері в молитві», братство Матері Божої Зарваницької, Марійська та Вівтарна дружини, а також Параманне братство.
На території парафії встановлено фігуру Матері Божої та символічну могилу Українським Січовим Стрільцям.
У власності парафії є парафіяльний будинок, що використовується для трапези і катехизації.

## Парохи
- о. Омелян Кобель (1993—1997),
- о. Андрій Галиш (1997—2001),
- о. Роман Гук (2001—2007),
- о. Євген Зарудний (з 2007).